# Zaječí hora
Zaječí hora (1012 m) je vrchol v rozsoše Jeleních louček v Medvědské hornatině, součásti Hrubého Jeseníku.

## Přístup
Pod vrcholem vede modrá turistická trasa z Bělé pod Pradědem na rozcestí pod Lysým vrchem. Vrchol je přístupný po lesní cestě.

## Externí odkazy

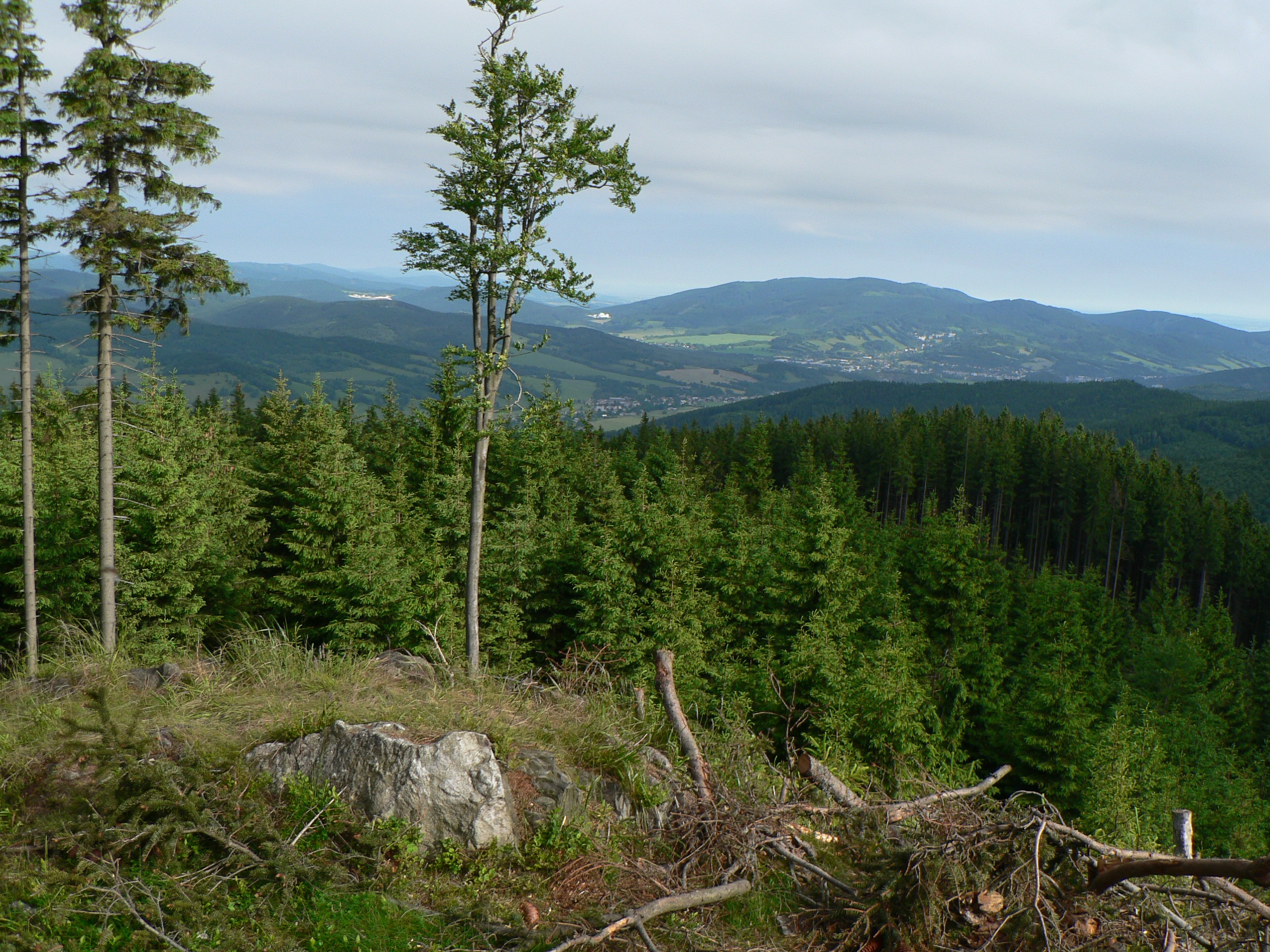
Údolí Bělé a Rychlebské hory z vrcholu

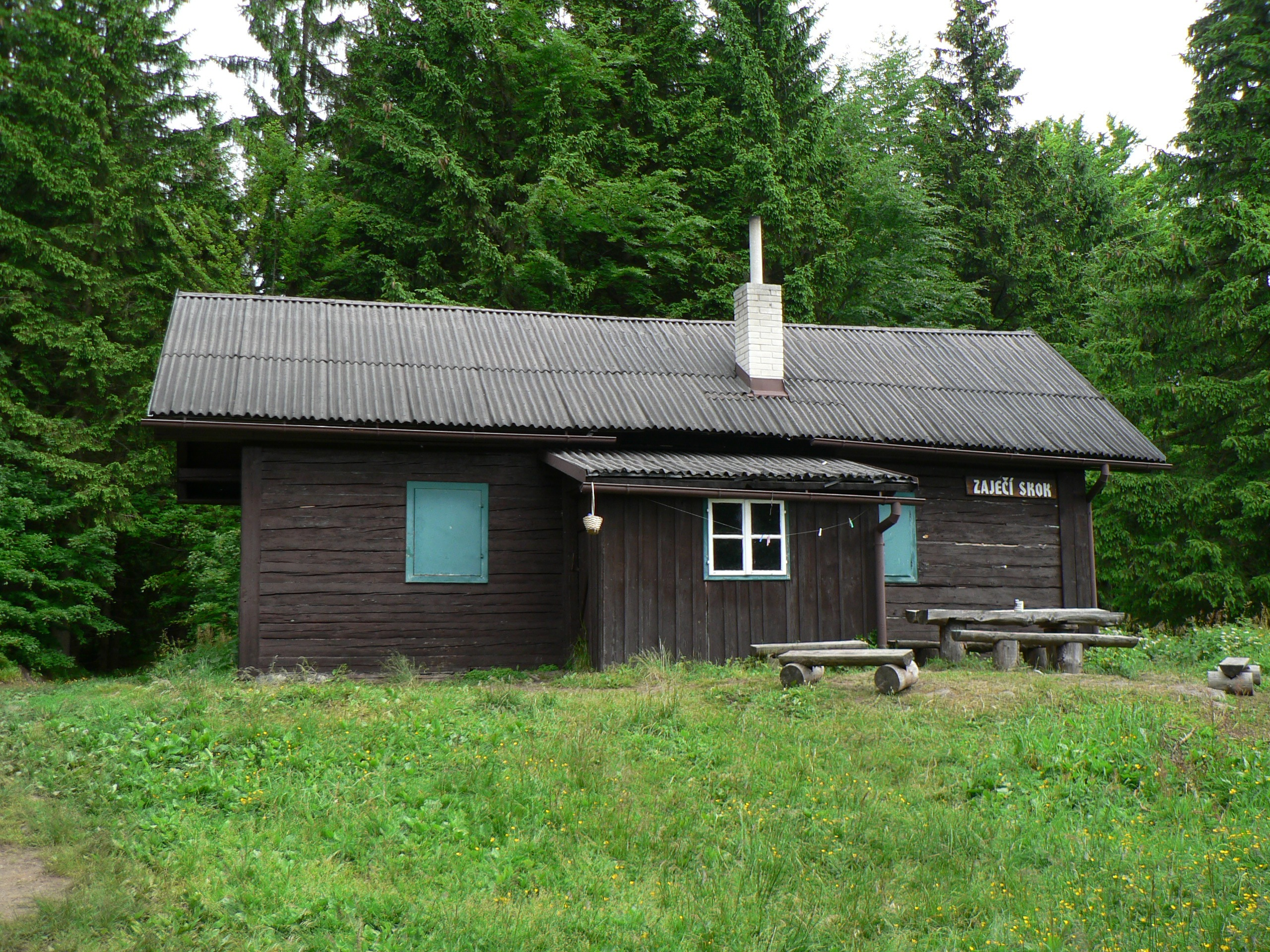
Chata Zaječí skok